# Microscopía de inmersión

Principio de la microscopía de inmersión. Recorrido de los rayos con medio de inmersión (fondo amarillo, mitad izquierda) y sin él (mitad derecha). Los rayos (en negro) procedentes del objeto observado (punto rojo) en un cierto ángulo pasan por el cubremuestras (color naranja, arriba y abajo) inciden en el objetivo (azul oscuro) sólo si se utiliza la inmersión. En caso contrario, la refracción entre el cubremuestras y el aire provoca que los rayos queden fuera del objetivo, perdiéndose la imagen.

En microscopía óptica, la inmersión (generalmente en aceite, aunque también se puede efectuar en agua o con medios sólidos) es una técnica utilizada para aumentar el poder de resolución de un microscopio. Esto se consigue mediante la inmersión en un aceite transparente de alto índice refractivo tanto de la lente del objetivo como del espécimen a observar, aumentando así la apertura numérica de la lente del objetivo.
Los  aceites de inmersión son sustancias transparentes con las propiedades ópticas y las características de viscosidad necesarias para su uso en microscopía. Los aceites típicos utilizados suelen tener un índice de refracción de alrededor de 1,515. Un objetivo de inmersión es una lente especialmente diseñada para ser utilizada de este modo. Muchas lentes condensadoras también proporcionan una resolución óptima cuándo están inmersas en aceite.
El primero en desarrollar está técnica a mediados del siglo XIX fue el óptico italiano Giovanni Battista Amici .

## Desarrollo histórico
Robert Hooke fue el primer científico que describió la técnica de inmersión en su informe de 1678 «Conferencias y Colecciones». El texto del informe se publicó en su libro «Microscopium» en el mismo año. Es a partir de este momento cuando comienza la historia de las lentes de inmersión.
David Brewster en 1812 sugirió la inmersión como un medio de corregir la aberración cromática de una lente, y aproximadamente en 1840 el óptico italiano Giovanni Battista Amici construyó la primera lente de inmersión. El líquido de inmersión utilizado era el aceite de anís, el líquido disponible con el índice de refracción más próximo al del vidrio.

Sin embargo, no se intentaba aumentar la apertura efectiva de los objetivos, sino simplemente evitar la aberración cromática, y Amici se dio cuenta de este problema. Pero debido a los altos costes de las diapositivas de los microscopistas del siglo XIX con esta técnica, no se prestó la debida atención a la inmersión en aceite. Como resultado, se hizo preponderante el sistema de inmersión en agua. En 1853 diseñó una lente de inmersión en agua y la presentó en 1855 en París.

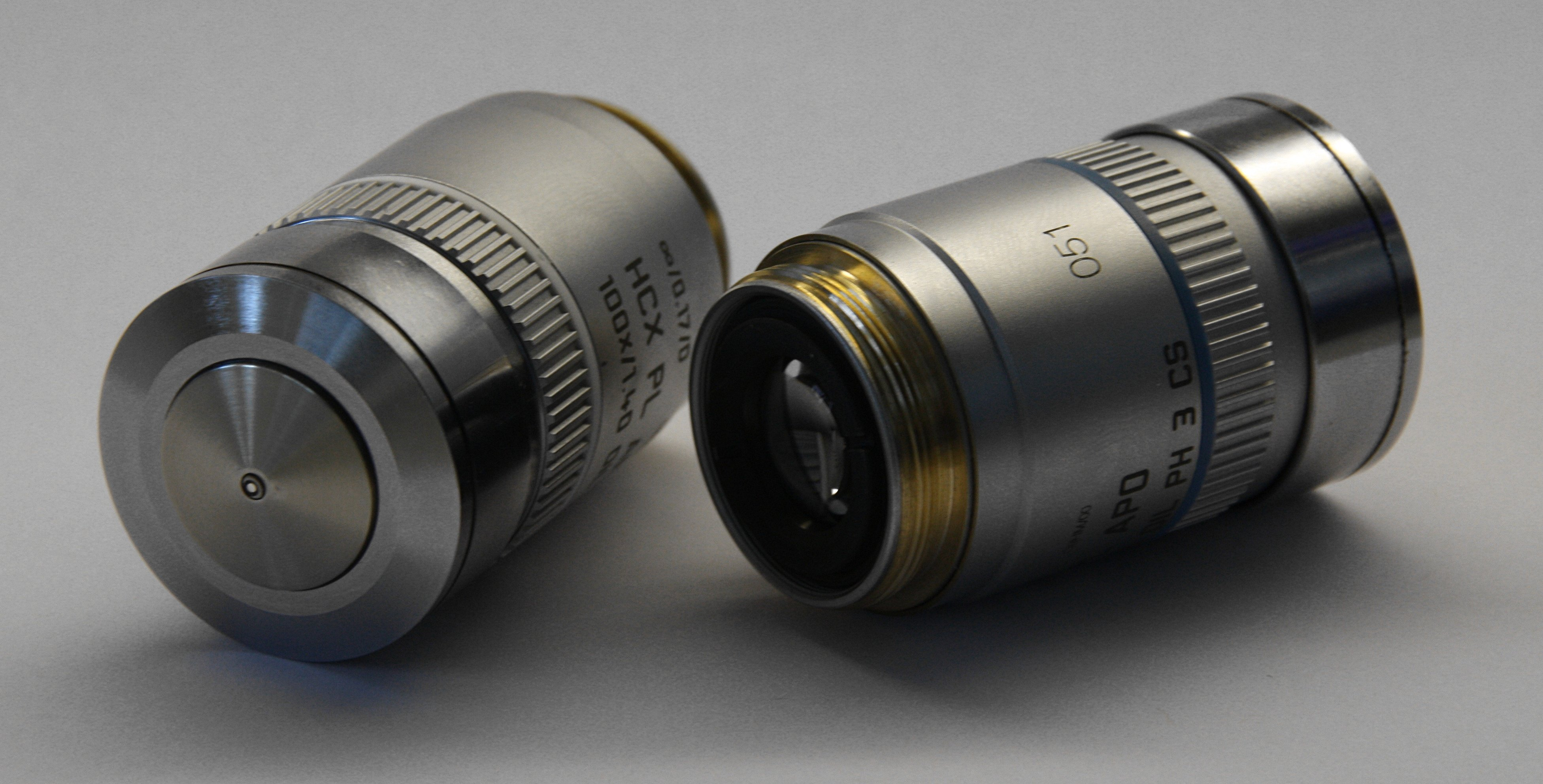
Dos objetivos de la marca alemana Leica con lentes de inmersión de aceite. Exteriormente, estos objetivos son idénticos a los convencionales.

Robert Toll (1820-1883) en 1858 ideó un microscopio con lentes frontales intercambiables (una para el trabajo en estado seco, y otra para la inmersión en agua).
Hartnal Edmund (1826-1891) mostró en 1859 sus primeras lentes de inmersión en agua con lente correctiva. En los cinco años siguientes vendió cerca de 400 piezas. Esto produjo un auge considerable en la producción de lentes de inmersión en agua entre la mayoría de fabricantes alemanes de microscopios, como Bruno Hazert en Eisenach; Kellneren Wetzlar; G & S Merz en Munich; y Hugo Schroeder en Hamburgo. Sin embargo, las lentes de inmersión de Hartnal se seguían considerando las mejores.
Ernst Gundlach (1834-1908), decidió usar un medio de inmersión con un mayor índice de refracción que el agua, diseñando y presentado una lente de inmersión en glicerina en la "Exposición Universal de París (1867)".
La óptica Zeiss de Jena produjo en 1871 su primer objetivo de inmersión en agua. Y ya en 1872, Carl Zeiss introdujo las lentes de Abbe con inmersión en agua. En lo que era entonces su catálogo, Zeiss ofrecía tres tipos de lentes, todas con un campo de visión de 180°. Con diferentes distancias de trabajo, pero con una apertura numérica constante de 1,0; el objetivo Número 3 tenía un anillo de corrección para la compensación de la aberración esférica.
En 1871 Toll introdujo un nuevo descubrimiento, utilizando el bálsamo de Canadá como aceite de inmersión con el mismo índice de refracción que el vidrio crown que se utiliza por lo general en las lentes. En agosto de 1873 produjo una lente con compensación homogénea de inmersión en aceite, con una apertura numérica A = 1,25. Este logro fue reconocido como un nuevo récord. Pero en el mismo mes, diseñaron una lente de inmersión en glicerina para llegar a la apertura numérica A = 1,27.
Desde agosto de 1877 Carl Zeiss comenzó a hacer lentes de inmersión para aceite de cedro. Llegaron a ser más conocidas como lentes para inmersión en "aceite". En 1879 Ernst Abbe resumió el desarrollo de los sistemas de inmersión y sus experimentos en el artículo titulado «Nuevos métodos para una mejor corrección esférica», publicado en la revista de la «Real Sociedad Microscópica». La principal aportación que hizo fue el hecho de que los sistemas de inmersión homogéneos permiten obtener la máxima apertura en todos los materiales ópticos disponibles.
Robert Koch fue uno de los primeros investigadores que utilizaron un objetivo de inmersión en aceite y el sistema de condensador Abbe.
En 1904, la empresa Carl Zeiss produjo la lente de inmersión en aceite número 10.000.
- (NOTA: Sección traducida del artículo de la edición de la wikipedia en ruso: Иммерсия (микроскопия))

## Fundamento teórico
Las lentes reconstruyen la luz reflejada por un objeto. Para conseguir este fin de forma eficaz, idealmente, todos las variaciones de difracción tienen que ser corregidas. Esto está relacionado con el ángulo de apertura de la lente y con su índice de refracción. La resolución de un microscopio se define como la separación mínima necesaria entre dos objetos para ser percibidos a través del microscopio como objetos separados. Esta distancia mínima se denomina δ. Si dos objetos están separados una distancia inferior a δ, aparecerán como un único objeto en el microscopio.
Una medida del poder de resolución PR de una lente viene dada por su apertura numérica, AN:
{\displaystyle \delta ={\frac {\lambda }{\mathrm {2AN} }}}
donde λ es la longitud de onda de la luz. De esta forma queda claro que una buena resolución (es decir, δ pequeña) está relacionada con una apertura numérica alta.
La apertura numérica de una lente está definida como
{\displaystyle \mathrm {AN} =n\sin \alpha _{0}\;}
donde α0 es la mitad del ángulo abarcado por la lente del objetivo sobre la muestra, y n es el índice de refracción del medio entre la lente y la muestra (≈1 para el aire).
Los objetivos habituales pueden tener una apertura numérica de hasta 0,95. Debido a que el seno de α0 es siempre menor o igual a uno, la apertura numérica nunca puede ser más grande que la unidad para una lente de objetivo en aire. Si el espacio entre la lente del objetivo y la muestra está lleno con aceite, entonces la apertura numérica puede alcanzar valores superiores a la unidad. Esto es así porque el aceite tiene un índice de refracción mayor que 1.

## Objetivos de inmersión en aceite

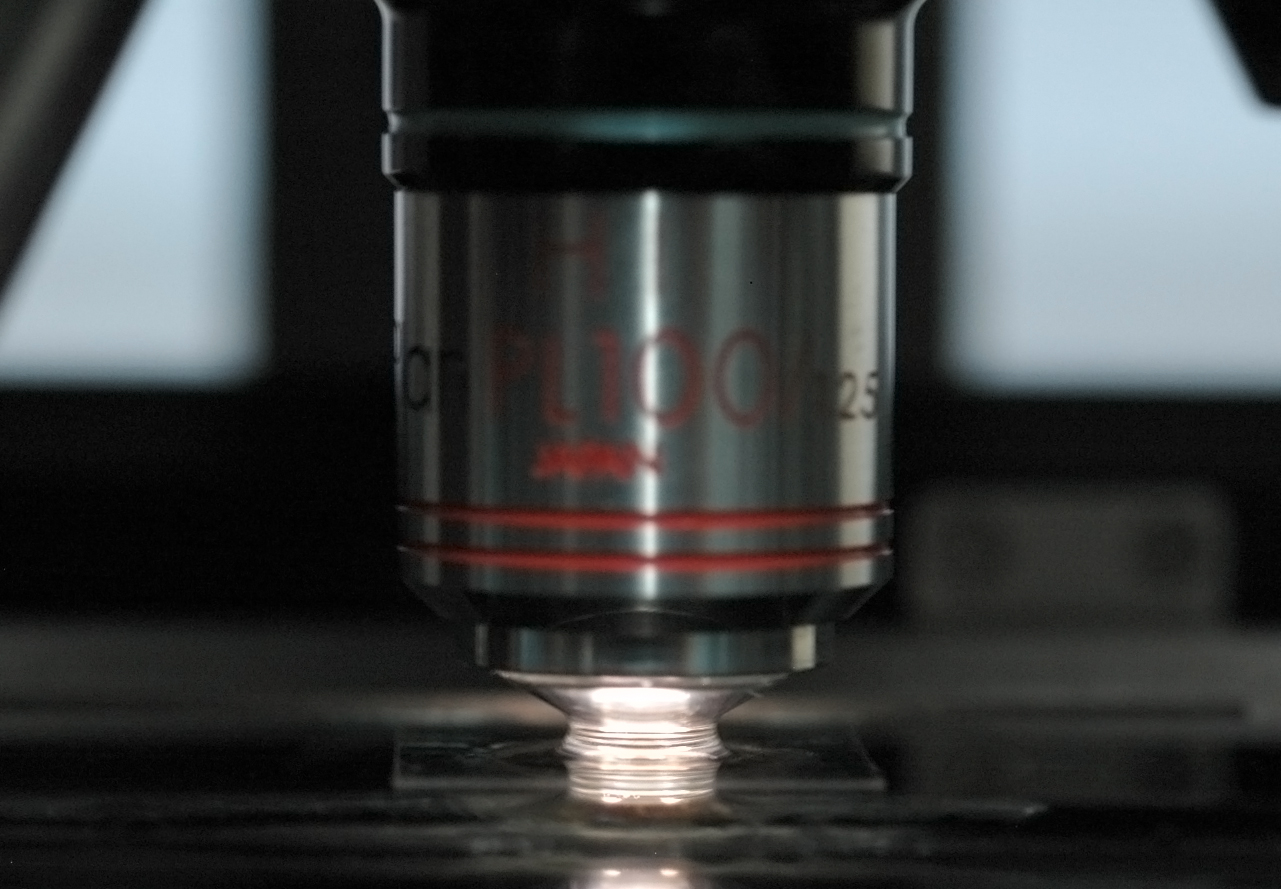
Objetivo de inmersión en aceite en funcionamiento

Del punto anterior se deduce que el aceite entre la muestra y la lente del objetivo mejora el poder de resolución con un factor 1/n. Los objetivos específicamente diseñados para este propósito son denominados como objetivos de inmersión en aceite.
Normalmente solo son utilizados cuando se requiere un alto grado de resolución. Los objetivos con gran poder de aumento tienen longitudes focales cortas, facilitando el uso de aceite. El aceite se aplica sobre la muestra (microscopios convencionales), depositado en un recinto sobreelevado, que sirve para sumergir el objetivo en aceite (en los microscopios invertidos el aceite se aplica al objetivo).
Los índices de refracción del aceite y del vidrio de la primera lente del objetivo son casi iguales, lo que significa que la refracción de la luz será pequeña con la lente sumergida (el aceite y el vidrio son opticamente muy similares). El aceite de inmersión correcto para una lente de objetivo dada tiene que asegurar que sus índices de refracción están correctamente emparejados. El uso de un objetivo de inmersión con un el aceite inadecuado o sin aceite de inmersión, presentará problemas de aberración esférica. La intensidad de este efecto dependerá del grado de diferencia entre sus respectivos índices de refracción.
Este método puede generalmente utilizarse sólo en muestras montadas rígidamente; en caso contrario la tensión superficial del aceite puede mover el cubremuestras desplazando la muestra situada debajo. Esto también puede suceder en los microscopios invertidos porque el cubremuestras queda bajo la zona de deslizamiento.

## Aceite de inmersión
Antes del desarrollo de los aceites de inmersión sintéticos en la década de 1940, el aceite de cedro era ampliamente utilizado. Este aceite tiene un índice de refracción de aproximadamente 1,516. La apertura numérica de los objetivos correspondientes generalmente está alrededor de 1,3. Aun así, el aceite de cedro tiene una serie de desventajas: absorbe luz azul y ultravioleta, amarillea al envejecer, y tiene acidez suficiente para causar daños potenciales a los objetivos con su uso repetido (ataca los adhesivos utilizados para unir las lentes), que al diluirse en el aceite alteran su viscosidad (y los índice de refracción y dispersión). Además debe ser retirado del objetivo inmediatamente después de su uso para evitar que pueda endurecerse en contacto con la lente, con el riesgo de averiarla en el proceso de retirar el aceite una vez solidificado. En microscopía moderna los aceites de inmersión sintética son mayoritariamente utilizados porque eliminan la mayoría de estos problemas. Valores de apertura numérica de 1,6 pueden conseguirse con distintos aceites sintéticos. A diferencia de los aceites naturales, los sintéticos no se endurecen en la lente y normalmente pueden mantenerse en el objetivo durante meses sin problemas.